# Calochortus ambiguus
Calochortus ambiguus là một loài thực vật có hoa trong họ Liliaceae. Loài này được (M.E.Jones) Ownbey miêu tả khoa học đầu tiên năm 1940.